# ランディ・スイコ
ランディ・スイコ（Randy Suico  、1979年11月24日 - ）は、フィリピンのプロボクサー。元OPBF東洋太平洋スーパーフェザー級、ライト級、スーパーライト級王座。史上2人目のOPBF王座3階級制覇王者。セブ出身。

## 来歴
2004年5月28日、WBC世界スーパーフェザー級挑戦者決定戦で後のIBF世界スーパーフェザー級王者となるムゾンケ・ファナと対戦し、12R判定 1-2(111-115、111-114、114-113)で敗れた。
2006年2月5日、名古屋国際会議場にてOPBF東洋太平洋スーパーフェザー級タイトルマッチで杉田竜平と対戦し、4RTKO勝ちを収め、王座を防衛した。
2006年7月15日、ラスベガスMGMグランドガーデンにて行われたWBA世界ライト級タイトルマッチで王者のファン・ディアスに挑戦し、9回2分6秒TKOで敗れ、タイトル獲得に失敗した。
2008年9月20日、後楽園ホールにてOPBF東洋太平洋ライト級タイトルマッチで同級6位の荒川仁人と対戦し、12R判定 1-0(115-114、114-114、114-114)で引き分け、王座を防衛した。
2008年12月20日、後楽園ホールにてOPBF東洋太平洋ライト級タイトルマッチで石井一太郎と対戦し、12R判定 1-2(110-117、113-115、114-113)で判定負けし、王座から陥落した。
2009年3月29日、OPBF東洋太平洋ライト級王座決定戦で、長嶋建吾と対戦し、12R判定 0-3(110-118、110-118、113-115)で敗れ、タイトル獲得に失敗した。
2010年7月20日、後楽園ホールにてOPBF東洋太平洋スーパーライト級1位の佐々木基樹と対戦し、12R判定 1-2(113-115、113-115、114-113)で判定負けし、王座から陥落した。

## 獲得タイトル
- 第32代OPBF東洋太平洋スーパーフェザー級王座（防衛5=返上）
- 第40代OPBF東洋太平洋ライト級王座（防衛2）
- 第32代OPBF東洋太平洋スーパーライト級王座（防衛0）